# زیست شبانه

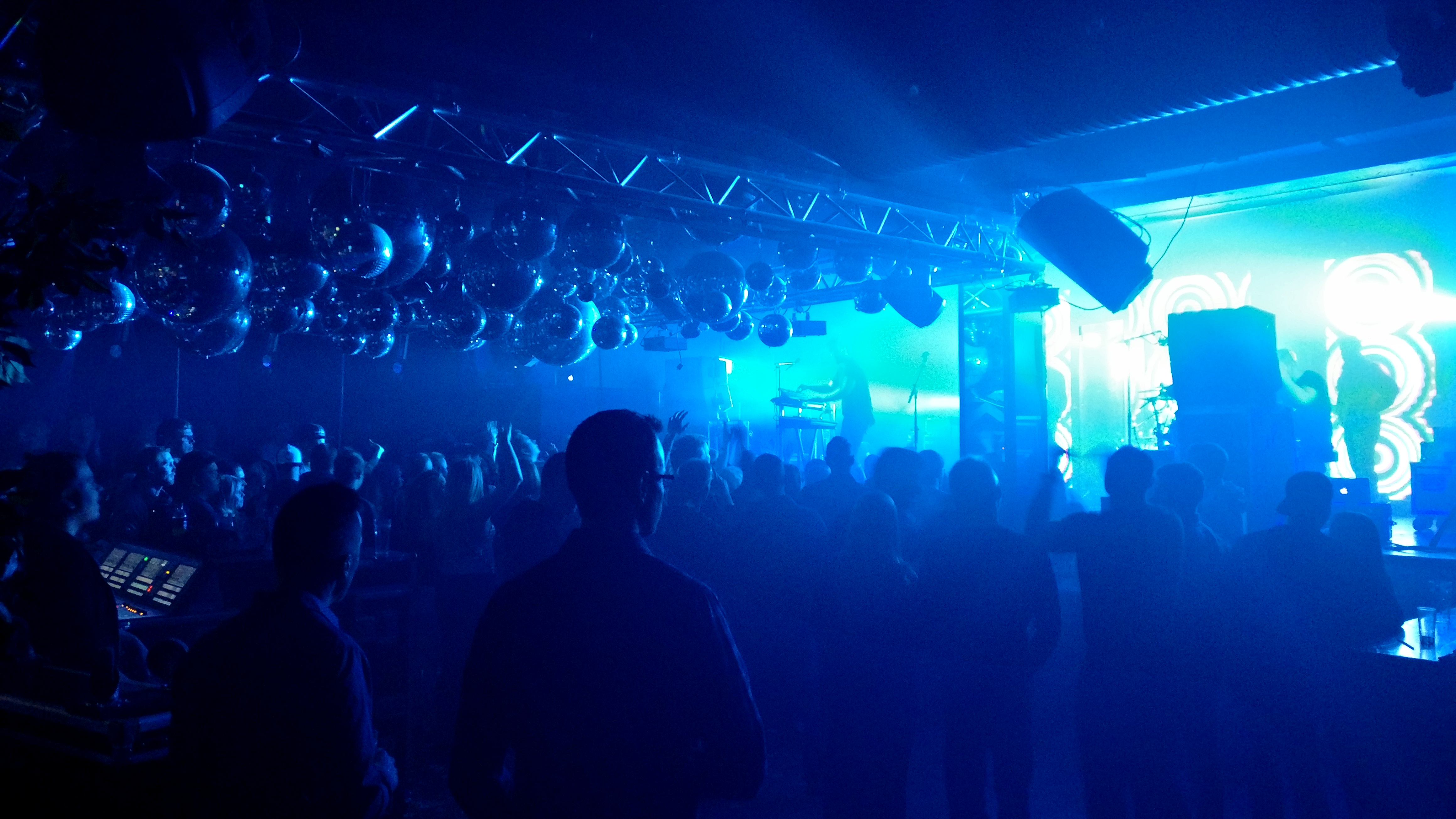
زندگی شبانه در فنلاند (۲۰۱۷‏)

زیست شبانه یا زندگی شبانه اصطلاحی برای هرگونه سرگرمی است که از اواخر شب تا نخستین ساعت‌های صبح در دسترس شب‌زنده‌داران باشد. این سرگرمی‌ها می‌توانند شامل رفتن به باشگاه‌های شبانه، کنسرت، تئاتر و سینما باشد یا به صورت شب‌نشینی در بار، کافه، کاباره یا رستوران باشد. بسیاری از جاهای تفریحی شبانه نسبت به مکان‌هایی که در روز باز هستند، قیمت بیشتری برای نوشیدنی‌ها و خوراک‌ها حساب می‌کنند و برخی مکان‌های شبانه نیز از مشتریان خود مبلغی به عنوان ورودی طلب می‌کنند.
از جمله مکان های قابل زیست در شب میتوان به کافه شبانه ها اشاره کرد که در سرتاسر دنیا دایر هسا هستند.
مثال:
کافه شبانه روزی وودن
کافه شبانه روزی کاغذ
کافه شبانه روزی نان استاپ

## نگارخانه

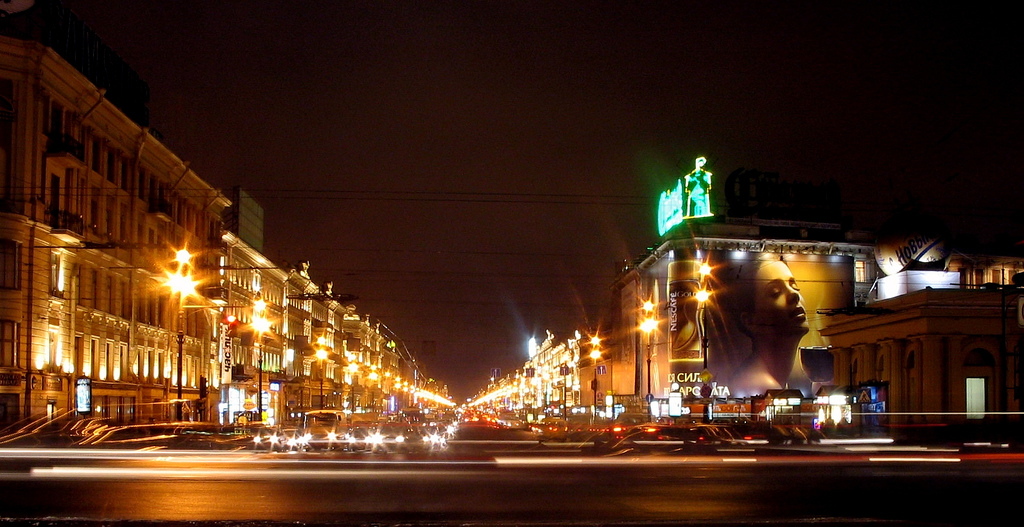
چشم انداز خیایان نِوسکی، سنت پترزبورگ، روسیه
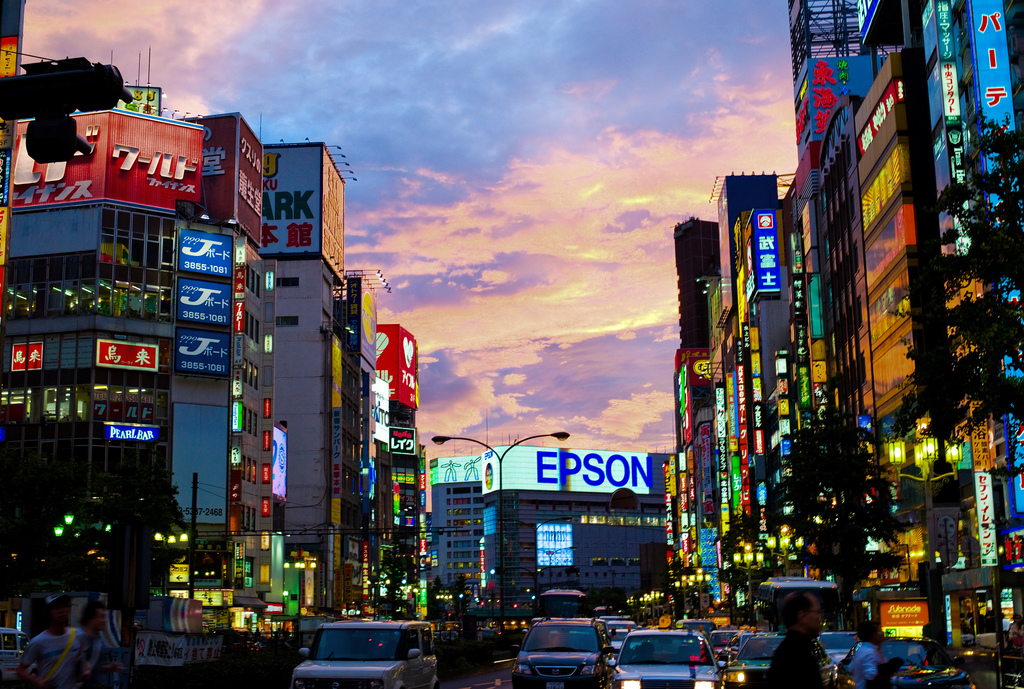
غروب آفتاب در کابوکیچو، مرکز تئاتر و موسیقی سنتی توکیو
برهنه با لباس شب‌نشینی اثر جان برک
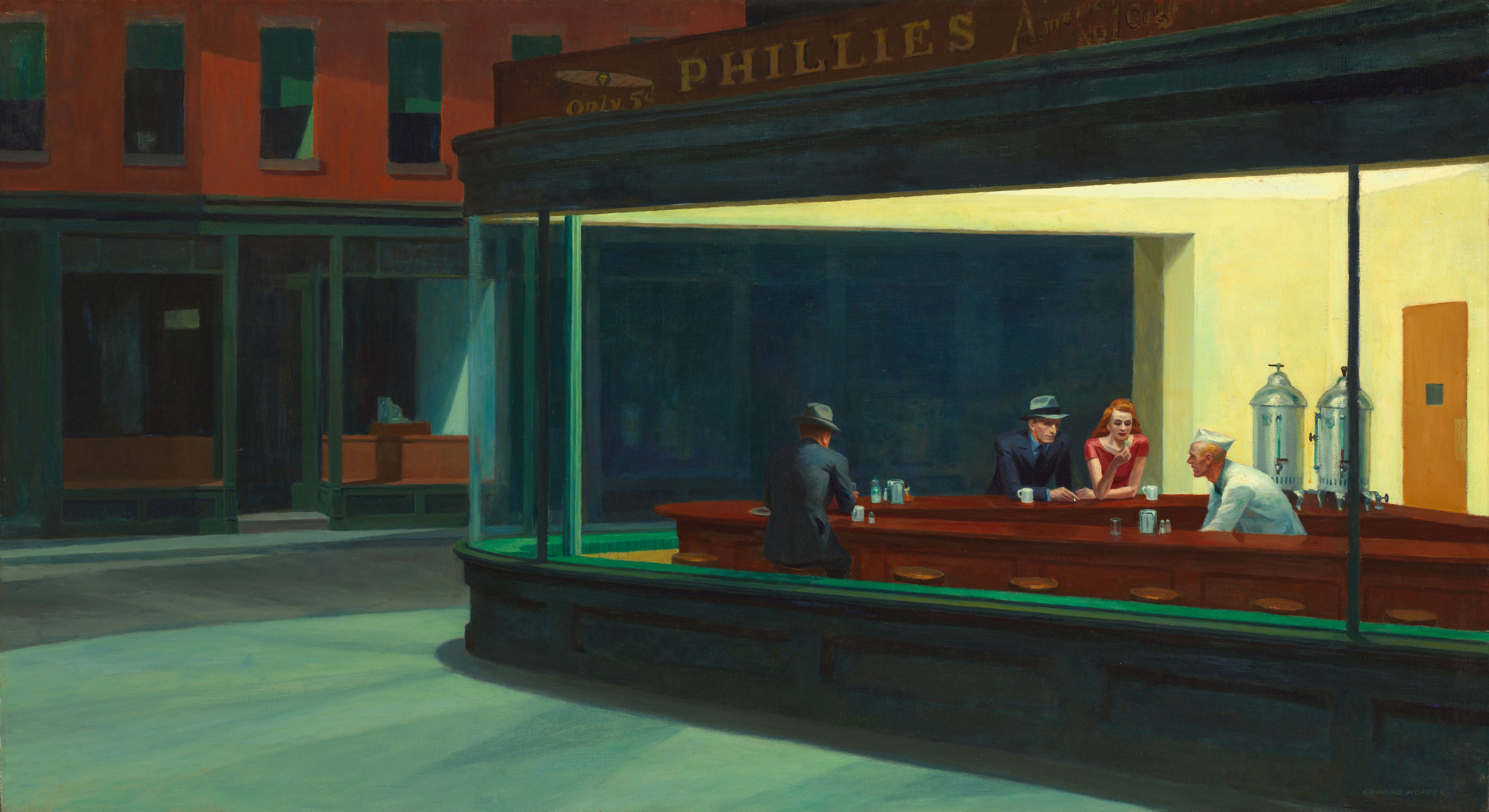
شب‌زنده‌داران اثر گرنت وود